# Coupe du monde de voile 2018
Navigation
Édition précédente Édition suivante
La Coupe du monde de voile 2018 est constituée de 4 étapes dont la finale se déroulant à Marseille.

## Les étapes
| Dates                 | Lieu               |
| --------------------- | ------------------ |
| 15 au 22 octobre 2017 | Gamagori           |
| 21 au 28 janvier 2018 | Miami              |
| 22 au 29 avril 2018   | Hyères             |
| 3 au 10 juin 2018     | Marseille (Finale) |

## Résultats par épreuve

### 470 Hommes
| Épreuves  | Or                               | Argent                                              | Bronze                           |
| --------- | -------------------------------- | --------------------------------------------------- | -------------------------------- |
| Gamagori  | Mathew Belcher William Ryan      | Tetsuya Isozaki Akira Takayanagi                    | Kazuto Doi Naoya Kimura          |
| Miami     | Luke Patience Chris Grube        | Kevin Peponnet Jérémie Mion                         | Anton Dahlberg Fredrik Bergström |
| Hyères    | Anton Dahlberg Fredrik Bergström | Mathew Belcher William Ryan                         | Paul Snow-Hansen Daniel Willcox  |
| Marseille | Mathew Belcher William Ryan      | Jordi Xammar Hernandez Nicolás Rodríguez García-Paz | Keiju Okada Jumpei Hokazono      |

### 470 Femmes
| Épreuves  | Or                                       | Argent                                    | Bronze                            |
| --------- | ---------------------------------------- | ----------------------------------------- | --------------------------------- |
| Gamagori  | Agnieszka Skrzypulec Irmina Gliszczyńska | Ai Kondo Yoshida Miho Yoshioka            | Cassandre Blandin Aloise Retornaz |
| Miami     | Tina Mrak Veronika Macarol               | Agnieszka Skrzypulec Irmina Gliszczyńska  | Ai Kondo Yoshida Miho Yoshioka    |
| Hyères    | Camille Lecointre Aloise Retornaz        | Hannah Mills Eilidh McIntyre              | Ai Kondo Yoshida Miho Yoshioka    |
| Marseille | Hannah Mills Eilidh McIntyre             | Silvia Mas Depares Patricia Cantero Reina | Elena Berta Bianca Caruso         |

### 49er Hommes
| Épreuves  | Or                                  | Argent                                 | Bronze                                            |
| --------- | ----------------------------------- | -------------------------------------- | ------------------------------------------------- |
| Gamagori  | Dylan Fletcher-Scott Stuart Bithell | James Peters Fynn Sterritt             | Łukasz Przybytek Paweł Kołodziński                |
| Miami     | Dylan Fletcher-Scott Stuart Bithell | Diego Botín le Chever Iago López Marra | Federico Alonso Tellechea Arturo Alonso Tellechea |
| Hyères    | Dominik Buksak Szymon Wierzbicki    | Logan Dunning Beck Oscar Gunn          | Josh Porebski Trent Rippey                        |
| Marseille | –                                   | –                                      | –                                                 |

### 49er FX Femmes
| Épreuves  | Or                             | Argent                                      | Bronze                         |
| --------- | ------------------------------ | ------------------------------------------- | ------------------------------ |
| Gamagori  | Victoria Travascio Maria Branz | Tanja Frank Lorena Abicht                   | Sayoko Harada Sera Nagamatsu   |
| Miami     | Victoria Jurczok Anika Lorenz  | Ragna Agerup Maia Agerup                    | Tanja Frank Lorena Abicht      |
| Hyères    | Alexandra Maloney Molly Meech  | da Marie Baad Nielsen Marie Thusgaard Olsen | Victoria Travascio Maria Branz |
| Marseille | –                              | –                                           | –                              |

### Finn Hommes
| Épreuves  | Or          | Argent          | Bronze        |
| --------- | ----------- | --------------- | ------------- |
| Gamagori  | -           | -               | -             |
| Miami     | Giles Scott | Caleb Paine     | Alican Kaynar |
| Hyères    | Jorge Zarif | Nicholas Heiner | Alican Kaynar |
| Marseille | Jorge Zarif | Josh Junior     | Andy Maloney  |

### Laser Hommes
| Épreuves  | Or                   | Argent             | Bronze        |
| --------- | -------------------- | ------------------ | ------------- |
| Gamagori  | Sam Meech            | Pávlos Kontídis    | Tom Burton    |
| Miami     | Tom Burton           | Philipp Buhl       | Nick Thompson |
| Hyères    | Jean-Baptiste Bernaz | Sam Meech          | Tom Burton    |
| Marseille | Philipp Buhl         | Hermann Tomasgaard | Elliot Hanson |

### Laser radial Femmes
| Épreuves  | Or                | Argent           | Bronze            |
| --------- | ----------------- | ---------------- | ----------------- |
| Gamagori  | Anne-Marie Rindom | Emma Plasschaert | Josefin Olsson    |
| Miami     | Alison Young      | Emma Plasschaert | Anne-Marie Rindom |
| Hyères    | Marit Bouwmeester | Monika Mikkola   | Paige Railey      |
| Marseille | Emma Plasschaert  | Mária Érdi       | Tuula Tenkanen    |

### RS:X Hommes
| Épreuves  | Or              | Argent        | Bronze          |
| --------- | --------------- | ------------- | --------------- |
| Gamagori  | Paweł Tarnowski | Gao Mengfan   | Mateo Sanz Lanz |
| Miami     | Louis Giard     | Kiran Badloe  | Pierre Le Coq   |
| Hyères    | Pierre Le Coq   | Louis Giard   | Thomas Goyard   |
| Marseille | Pierre Le Coq   | Thomas Goyard | Louis Giard     |

### RS:X Femmes
| Épreuves  | Or                    | Argent            | Bronze              |
| --------- | --------------------- | ----------------- | ------------------- |
| Gamagori  | Chan Hei Man          | Fujiko Onishi     | Huang Xianting      |
| Miami     | Hélène Noesmoen       | Flavia Tartaglini | Blanca Manchon      |
| Hyères    | Zofia Noceti-Klepacka | Chen Peina        | Malgorzata Bialecka |
| Marseille | Noga Geller           | Lilian de Geus    | Stefaniya Elfutina  |

### Nacra 17 Mixte
| Épreuves  | Or                                   | Argent                                 | Bronze                                   |
| --------- | ------------------------------------ | -------------------------------------- | ---------------------------------------- |
| Gamagori  | -                                    | -                                      | -                                        |
| Miami     | Jason Waterhouse Lisa Darmanin       | Santiago Lange Cecilia Carranza Saroli | Thomas Zajac Barbara Matz                |
| Hyères    | Ruggero Tita Caterina Marianna Banti | Ben Saxton Nicola Boniface             | Iker Martinez de Lizarduy Olga Maslivets |
| Marseille | Ruggero Tita Caterina Marianna Banti | Vittorio Bissaro Maelle Frascari       | Ben Saxton Nicola Boniface               |